# Castell de Molins
El Castell de Molins és un edifici romànic de Pont de Molins (Alt Empordà) declarada Bé Cultural d'Interès Nacional.

## Descripció
Aquest castell es troba en un planell enlairat sobre la riba dreta de la Muga. El castell consta d'un recinte murat de planta rectangular amb una torre a l'interior, dels quals en queden pocs vestigis. La torre no està situada la centre sinó a la vora dels murs de la banda de ponent. És de planta circular i només en un tram es conserva fins a bona altura. L'aparell és de còdols escapçats, que es barregen amb carreus no gaire ben escairats, de diferents mides. Del llenç de muralla de ponent que era situat prop de la torre pràcticament no en resten vestigis apreciables. En el llenç septentrional hi resta un tram d'uns quatre metres de llargada en la base, que s'estreny en guanyar altura. La banda meridional del recinte, és ocupada per la capella avui molt enrunada (Santa Maria de Molins), que depenia de la parròquia de Llers.

## Història
Documentada el 1125, data d'un conveni entre Ponç Hug I d'Empúries i Ramon Berenguer III de Barcelona.
Bernard Gauzfre de Molins pel que sembla, castlà aquest castell, i fou un dels seus ostatges, que en una data que cal situar entre 1115 i 1164 Jofre de Rocabertí, oferí al comte de Rosselló, pels afers de Requesens.
El castell de Molins era un dels onze castells que s'alçaven en la rodalia del castell de Llers i formaven part de les defenses de la frontera del comtat de Besalú enfront dels dominis dels comtes d'Empúries.